# Trio Neuklang
Das Trio NeuKlang ist ein Musikensemble aus Berlin, bestehend aus Nikolaj Abramson (Klarinette), Jan Jachmann (Akkordeon) und Arthur Hornig (Violoncello). Bis auf wenige, speziell für diese Besetzung geschriebener Stücke, besteht ihr Repertoire hauptsächlich aus zum Teil sehr freien Bearbeitungen klassischer, romantischer und moderner Kompositionen (Crossover).

## Geschichte
Gegründet wurde das Trio 1998, damals noch mit Dmitri Jurowski am Cello, ursprünglich nur zum Zwecke der Uraufführung des für diese Besetzung geschriebenen Stückes „Oktopus“ von Georg Katzer. Nach Konzerten in Japan entschieden sich die Musiker zur weiteren Zusammenarbeit. Trio NeuKlang tritt regelmäßig v. a. im Raum Berlin auf (Auftritte unter anderem in der Berliner Philharmonie, im Konzerthaus Berlin und im   Französischen Dom) und hat diverse Konzertreisen in mehrere europäische Länder unternommen. Da es für die Besetzung kaum Literatur gibt, müssen die Musiker für ihr Repertoire Kompositionen selber bearbeiten. Im Jahr 2003 schied Dmitri Jurowski aus und wurde durch Arthur Hornig ersetzt.

## Uraufführungen
- 1998: Oktopus von Georg Katzer
- 2004: Shinaui von Il-Ryun Chung
- 2006: 5. Sinfonie Kunstkammer von Jeffrey Ching mit dem Deutschen Kammerorchester und Andion Fernandez unter Michail Wladimirowitsch Jurowski in der Berliner Philharmonie.
- 2007: Zögernd, bewegt … von Georg Katzer

## CD-Produktionen
- 2006: Lost in Tango. Bearbeitungen klassischer und romantischer Stücke.